# Corydoras difluviatilis
Corydoras difluviatilis är en fiskart som beskrevs av S.John Britto och Castro 2002. Corydoras difluviatilis ingår i släktet Corydoras och familjen Callichthyidae. Inga underarter finns listade i Catalogue of Life.